# Division d'Honneur 1949-50
La Primera División de Bélgica 1949/50 fue la 47.ª temporada de la máxima competición futbolística en Bélgica.

## Tabla de posiciones
| Pos | Equipo                         | PJ | PG | PE | PP | GF | GC | Pts | DG  | Notas                    |
| --- | ------------------------------ | -- | -- | -- | -- | -- | -- | --- | --- | ------------------------ |
| 1   | R.S.C. Anderlecht              | 30 | 19 | 7  | 4  | 75 | 44 | 45  | +31 |                          |
| 2   | K Berchem Sport                | 30 | 17 | 6  | 7  | 68 | 48 | 40  | +20 |                          |
| 3   | K.R.C. Mechelen                | 30 | 17 | 4  | 9  | 76 | 53 | 38  | +23 |                          |
| 4   | K.A.A. Gent                    | 30 | 15 | 7  | 8  | 55 | 38 | 37  | +17 |                          |
| 5   | KV Mechelen                    | 30 | 14 | 8  | 8  | 67 | 46 | 36  | +21 |                          |
| 6   | Royal Antwerp FC               | 30 | 14 | 8  | 8  | 68 | 49 | 36  | +19 |                          |
| 7   | R.F.C. de Liège                | 30 | 13 | 7  | 10 | 74 | 47 | 33  | +27 |                          |
| 8   | R.O.C. de Charleroi-Marchienne | 30 | 11 | 10 | 9  | 53 | 57 | 32  | -4  |                          |
| 9   | Racing Club Bruxelles          | 30 | 11 | 8  | 11 | 51 | 61 | 30  | -10 |                          |
| 10  | Beerschot                      | 30 | 12 | 6  | 12 | 62 | 62 | 30  | 0   |                          |
| 11  | R. Charleroi S.C.              | 30 | 7  | 9  | 14 | 44 | 73 | 23  | -29 |                          |
| 12  | Tilleur FC                     | 30 | 4  | 14 | 12 | 33 | 44 | 22  | -11 |                          |
| 13  | Standard Liège                 | 30 | 8  | 6  | 16 | 51 | 69 | 22  | -18 |                          |
| 14  | Club Brugge K.V.               | 30 | 9  | 4  | 17 | 43 | 60 | 22  | -17 |                          |
| 15  | KM Lyra                        | 30 | 7  | 5  | 18 | 51 | 81 | 19  | -30 | Descenso a la Division I |
| 16  | Stade Louvain                  | 30 | 4  | 7  | 19 | 46 | 85 | 15  | -39 | Descenso a la Division I |

PJ = Partidos jugados; PG = Partidos ganados; PE = Partidos empatados; PP = Partidos perdidos; GF = Goles a favor; GC = Goles en contra; Pts = Puntos; DG = Diferencia de goles